# Packhaustheater Bremen

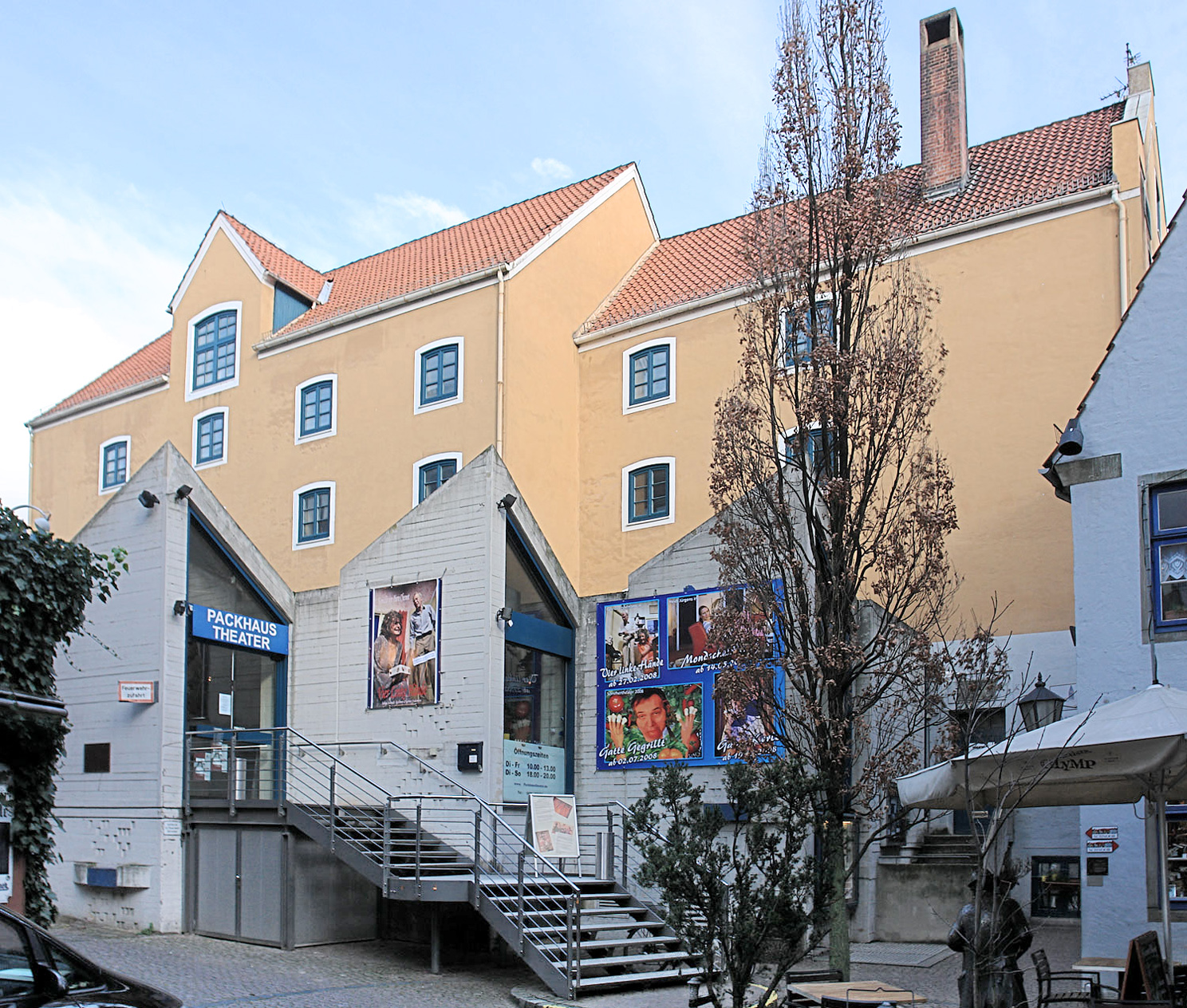
Neubau des Packhaustheaters; Hintergrund: St.-Jakobus-Packhaus

Das Packhaustheater Bremen, auch Packhaus Theater im Schnoor, in Bremen-Mitte im Stadtquartier Schnoor, Hinter der Holzpforte 8 / Wüstestätte 11 ist ein kleines Schauspieltheater. Der Neubau gehört zu den bedeutenden Bremer Bauwerken.
Das alte Gebäude steht seit 1973  unter Bremischen Denkmalschutz.

## Geschichte
1801, mit Umbau 1850, entstand das klassizistische, zweigeschossige Packhaus an der Wüstestätte und Hinter der Holzpforte in Schnoor, direkt neben dem St.-Jakobus-Packhaus von 1661 mit dem Umbau von um 1828. Die Firma Francke und Graeve betrieb um diese Zeit das Packhaus.
Günther Huster gründete 1947/48 ein Bremer Zimmertheater, das in den Häusern Contrescarpe 8, ab 1951 Schwachhauser Ring 78, ab 1955 Schwachhauser Heerstraße 30a und 1976 im Schnoor aufführte, wo Huster den Namen in Theater im Schnoor abgekürzte.
Das Packhaustheater entstand auf Grund der Initiative von Huster und Bremer Bürgern wie Senator a. D. und Sparkassendirektor Rolf Speckmann. Der moderne Neubau mit den prägenden Sheddachbauteilen aus Beton wurde 1976 mit 140 Plätzen nach Plänen von Gerhard Müller-Menckens gebaut. 1977 schied Huster aus diesem Theater aus und es hieß nun Packhaus Theater im Schnoor. Der  Packhaustheater im Schnoor Verein unterstützte früher die Aktivitäten des Theaters, das bis 2012 im Eigentum der Stadt Bremen war. Karin Schieck leite dann das Haus mit einer Mischung aus Schauspiel, Literatur und Kabarettgastspielen. Die Künstlerin Hanne Wieder spielte u. a. auf dieser Bühne. Das Packhaus bot zudem lange Zeit auch im Sommer Aufführungen an. Später wurden verstärkt Komödien gespielt u. a. mit Stefan Schneider. Von 1987 bis 2009 spielte hier auch das Puppentheater Theatrium als Kindertheater. 2010 endete die städtische Förderung für das Haus. Ab 2011 war ein längerer Leerstand zu verzeichnen. Eine Modernisierung des Bauwerks wollte die Stadt nicht vornehmen; sie verkaufte das Haus.
Theaterleiter und Eigentümer des Hauses in der Form einer GmbH ist seit 2012 Knut Schakinnis, der sechs kleine Theater in Deutschland, so auch das Theaterschiff Bremen, besitzt und führt. Das Gebäude wurde zugleich saniert und im Oktober 2012 wieder eröffnet. Ingrid Steeger spielte dabei die erste Hauptrolle. Um bis zu 250 Vorstellungen pro Jahr waren geplant.
Ein Ensemble von um sieben (2014) Mitgliedern bespielt das Haus mit kleinen, unterhaltsamen Stücken und Komödien wie Achtung Deutsch, Landeier – Bauern suchen Frauen, Allein in der Sauna, Machos auf Eis (alle 2012/13) oder Gatte gegrillt und Abseitsfalle – Wenn Männer den Verstand verlieren (2014). An drei bis vier Tagen in der Woche laufen die Stücke. Seit 2016 werden auch in der Sommerzeit wieder Produktionen aufgeführt.